# Chrysotachina erythrostoma
Chrysotachina erythrostoma är en tvåvingeart som beskrevs av Nunez, Couri och Guimaraes 2002. Chrysotachina erythrostoma ingår i släktet Chrysotachina och familjen parasitflugor. Inga underarter finns listade i Catalogue of Life.